# Ida Simons
Ida Simons (11 maart 1911, Antwerpen - 27 juni 1960, Scheveningen) was een joodse concertpianiste en schrijfster uit de lage landen.
Als pianiste trad ze op onder haar meisjesnaam Ida Rosenheimer. Als schrijfster kreeg ze erkenning dankzij haar roman Een dwaze maagd, een grappige licht cynische semi-autobiografie.
Simons overleefde de concentratiekampen maar stierf vrij jong door wat ze had doorgemaakt.

## Biografie
Simons werd in 1911 te Antwerpen geboren, als Ida Rosenheimer. Haar vader was Moritz (Maurits) Rosenheimer (1875-1936), een koopman van Duitse afkomst, en haar moeder Constance Vecht (1886-1963), een Nederlandse geboren te Londen die liefst Engels sprak. Simons groeide op in een omgeving waar Nederlands, Duits, Engels en Jiddisch gesproken werd. Kort na haar geboorte brak de Eerste Wereldoorlog uit en in augustus 1914 dienden alle Duitsers het land te verlaten.
De Rosenheimers verhuisden naar Scheveningen. Op 14 juli 1921 kregen ze de Nederlandse nationaliteit. Begin jaren 1920 verhuisde het gezin naar Berlijn maar keerde vrij vlug terug naar Nederland, vermoedelijk vanwege de inflatie. Simons speelde graag piano en kreeg les van Paul Frenkel in Nederland, Jan Smeterlin in Londen en Paul Loyonnet in Parijs. In 1930 debuteerde ze als concertpianiste in de 'Cercle Musical Juif' te Antwerpen. Ze speelde in binnen- en buitenland. In Nederland speelde ze met de bekendste symfonieorkesten.
Op 11 januari 1933 huwde Simons de jurist Dagobert (David) Simons (1904-1998). Ze kregen een zoon, Carel Arthur (1937-2009). Optreden als pianiste bleef Simons doen onder haar meisjesnaam Rosenheimer. Ze begeleidde ook zangeres/danseres Lin Jaldati op de piano. Jaldati vertelt over deze samenwerking in haar autobiografie Lied van verzet (Nederlandse vertaling: Amsterdam, 2024) die ze samen met haar echtgenoot Eberhard Rebling schreef.
Tijdens de Tweede Wereldoorlog belandde Simons in de concentratiekampen. Hoewel het gezin in 1942 dankzij de connecties van haar man op de Lijst-Frederiks stond werd het in december 1942 op Kasteel de Schaffelaar te Barneveld geïnterneerd. In 1943 werd de hele Barneveldegroep naar Kamp Westerbork gedeporteerd. In september 1944 verhuisde Simons naar Kamp Theresienstadt. Op 5 februari 1945 werd het gezin er samen met 1.200 andere joden vrijgelaten en naar Zwitserland overgebracht. Simons bleef al die tijd optreden.
Na de Tweede Wereldoorlog trad Simons nog een tijd op. Na een succesvolle reeks optredens in Amerika in 1950-51 hield ze echter op met optreden. De concentratiekampen hadden haar gezondheid te veel aangetast voor het zware concertleven. Simons werd schrijfster. Ze had in 1946 reeds een dichtbundel uitgebracht waarin ze haar wedervaren tijdens de oorlog verwerkte, Wrange oogst, en waarvan ze de opbrengst aan het Rode Kruis schonk. In 1956 verscheen haar prozadebuut, de novellebundel Slijk en Sterren, onder het pseudoniem C.S van Berchem. Beide werken werden amper opgemerkt. Begin 1959 werd echter Een dwaze maagd uitgebracht. Deze roman werd wel zeer goed ontvangen en werd in verscheidene talen vertaald. Helaas stierf Simons korte tijd later op 27 juni 1960. Ze werd op de joodse begraafplaats van Den Haag ten ruste gelegd. Een onafgewerkte roman werd een jaar later postuum uitgebracht, Als water in de woestijn. Fragmenten en verhalen.
In juni 2021 verscheen Ida Simons' biografie van de hand van Mieke Tillema.

### Poëzie
- Wrange oogst (1946), Den Haag, onder het pseudoniem Clara Serena van Berchem
- Ter herinnering aan Ida Simons-Rosenheimer, (1960), Den Haag

### Proza
- Slijk en sterren: twee novellen (1956), Den Haag
- Een dwaze maagd (1959), Amsterdam, uitgeverij Cossee
- Als water in de woestijn. Fragmenten en verhalen (1961), Den Haag